# Trimurti

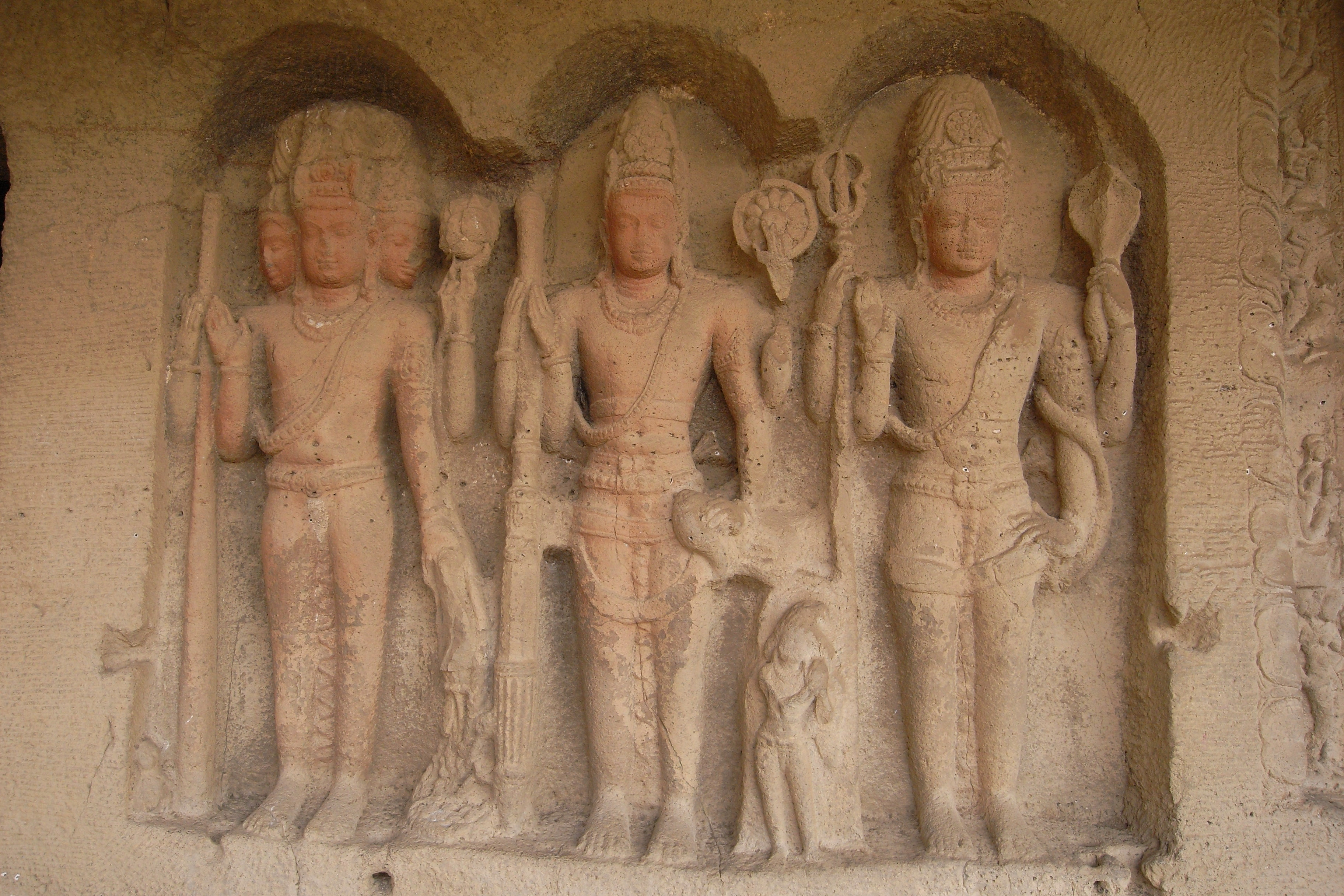
Trimurti: Brahma, Vishnu, Shiva

Trimurti (în sanscrită: त्रिमूर्तिः trimūrti) este trinitatea hindusă, un concept religios în Hinduism în care funcțiile cosmice ale creației, menținerii și distrugerii sunt personificate prin intermediul a trei divinități, Brahma creatorul, Vishnu păstrătorul, și Shiva cel care distruge și transformă”. Aceste trei divinități au fost numite triada Hindusă sau Marea Trinitate, adesea identificată prin formula „Brahma-Vishnu-Maheshwara”.
Trimurti este adesea reprezentată prin trei capete ce au același gât sau prin trei fețe ale aceluiași cap, fiecare privind într-o direcție diferită.

## Evoluția Trimurti

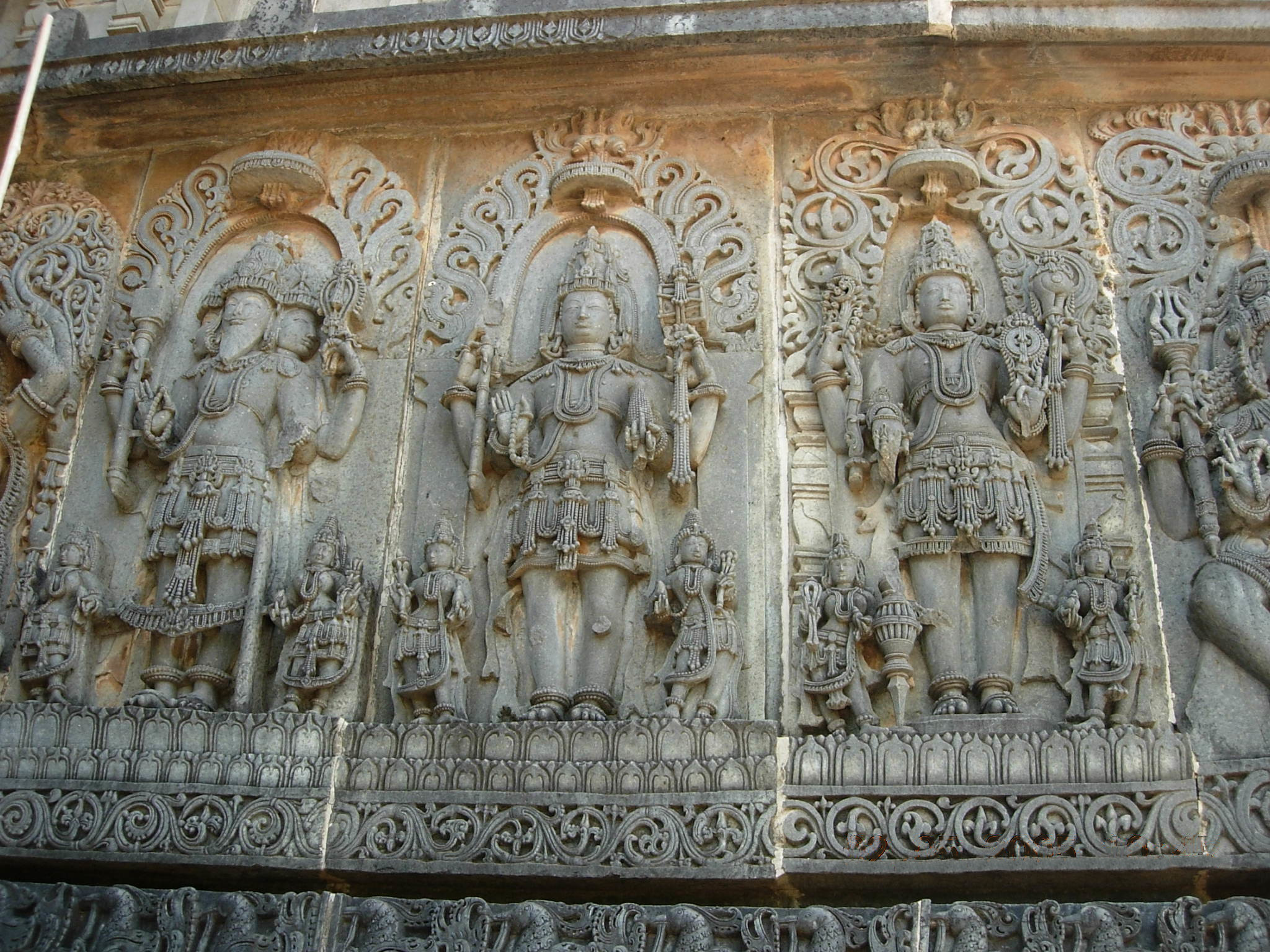
An art depiction of the Trimurti at The Hoysaleswara temple in Halebidu.

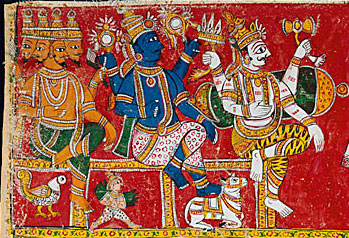
Trimurti, pictură de Andhra Pradesh

Perioada Puranică(300-1200 en) asistă la nașterea religiei post-vedice, ceea ce R. C. Majumdar numește „Hinduism sintetic”(cu sensul de sinteză).
În această perioadă omogenitatea dispare, și are loc sinteza dintre  Brahmanismul ortodox, ce păstra ramașițele vechii credințe și tradiții vedice, și diferitele denominațiuni religioase( Shivaism,  Vishnuism și  Shaktism) care deși erau acceptate ca ortodoxe totuși formau entități distincte. Una din cele mai importante trăsături ale acestei perioade este spiritul de armonizare între tradiția ortodoxă și aceste  denominațiuni. Pe acest fond se impune conceptul de Trimurti. În privința spiritului acestei reconcilieri   R. C. Majumdar spune:

### Surse literare

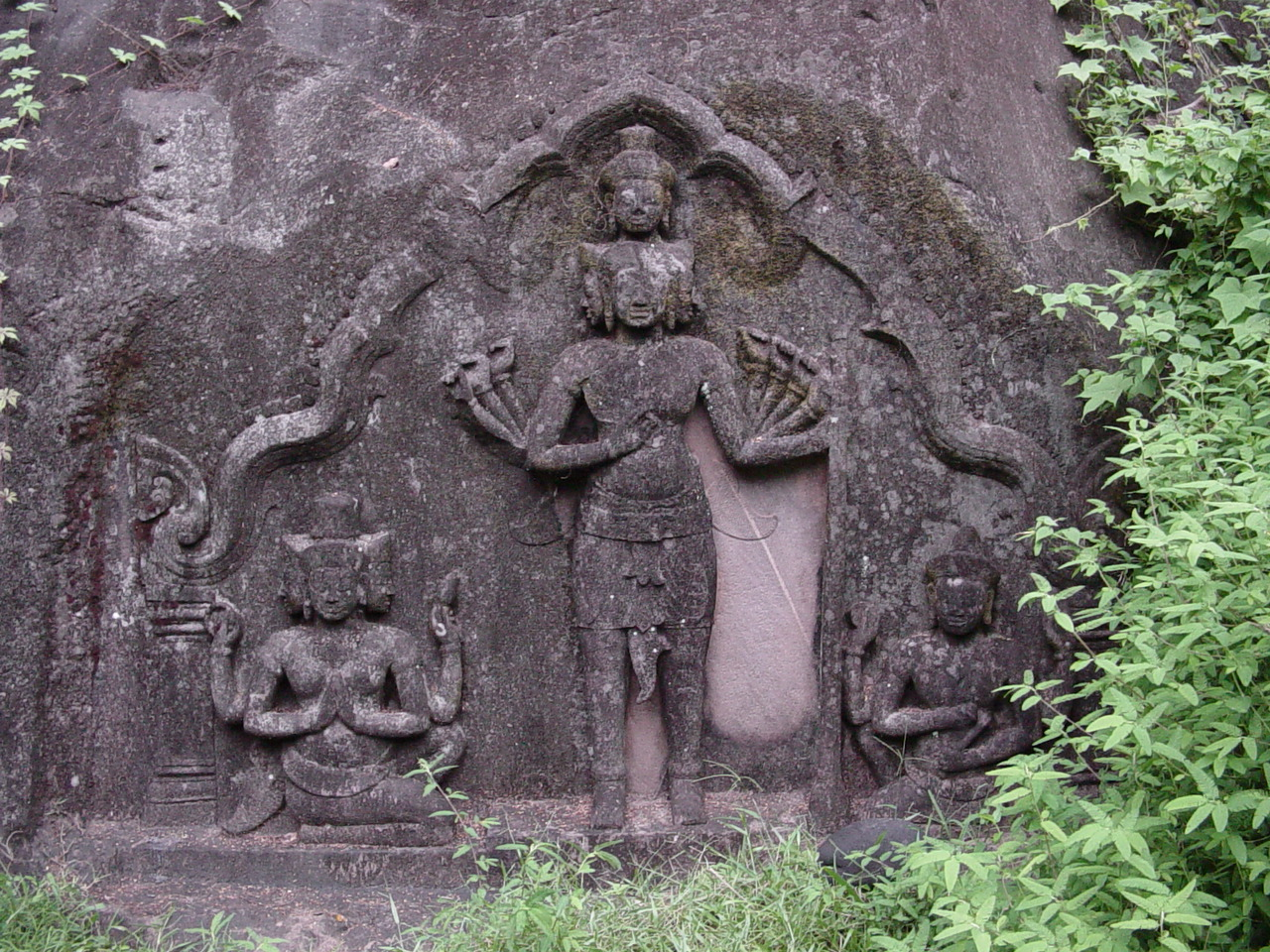
Sculptură în piatră Trimurti VatPhou

### Iconografie

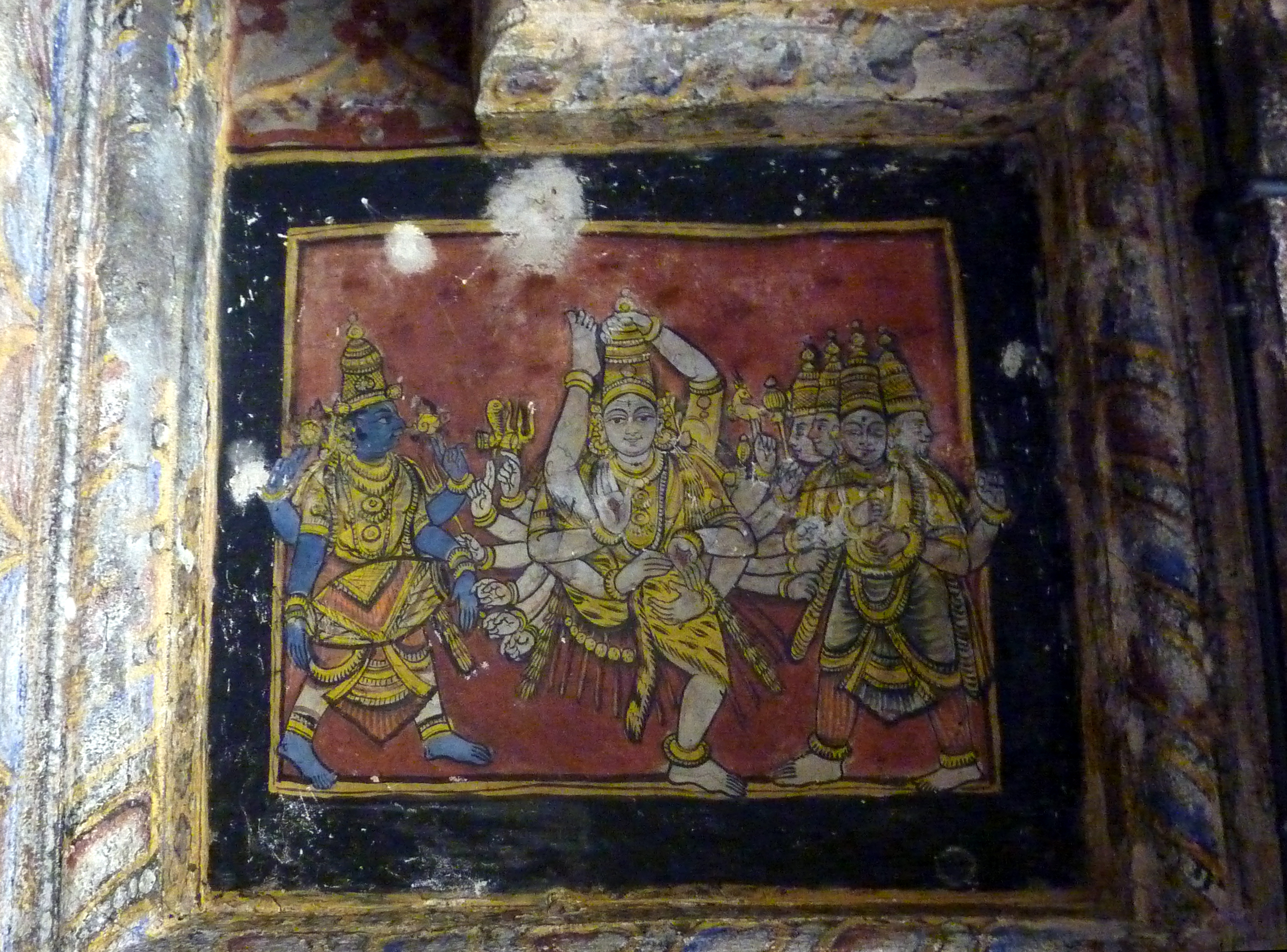
Templul Tanjore

## Semnificații si interpretări

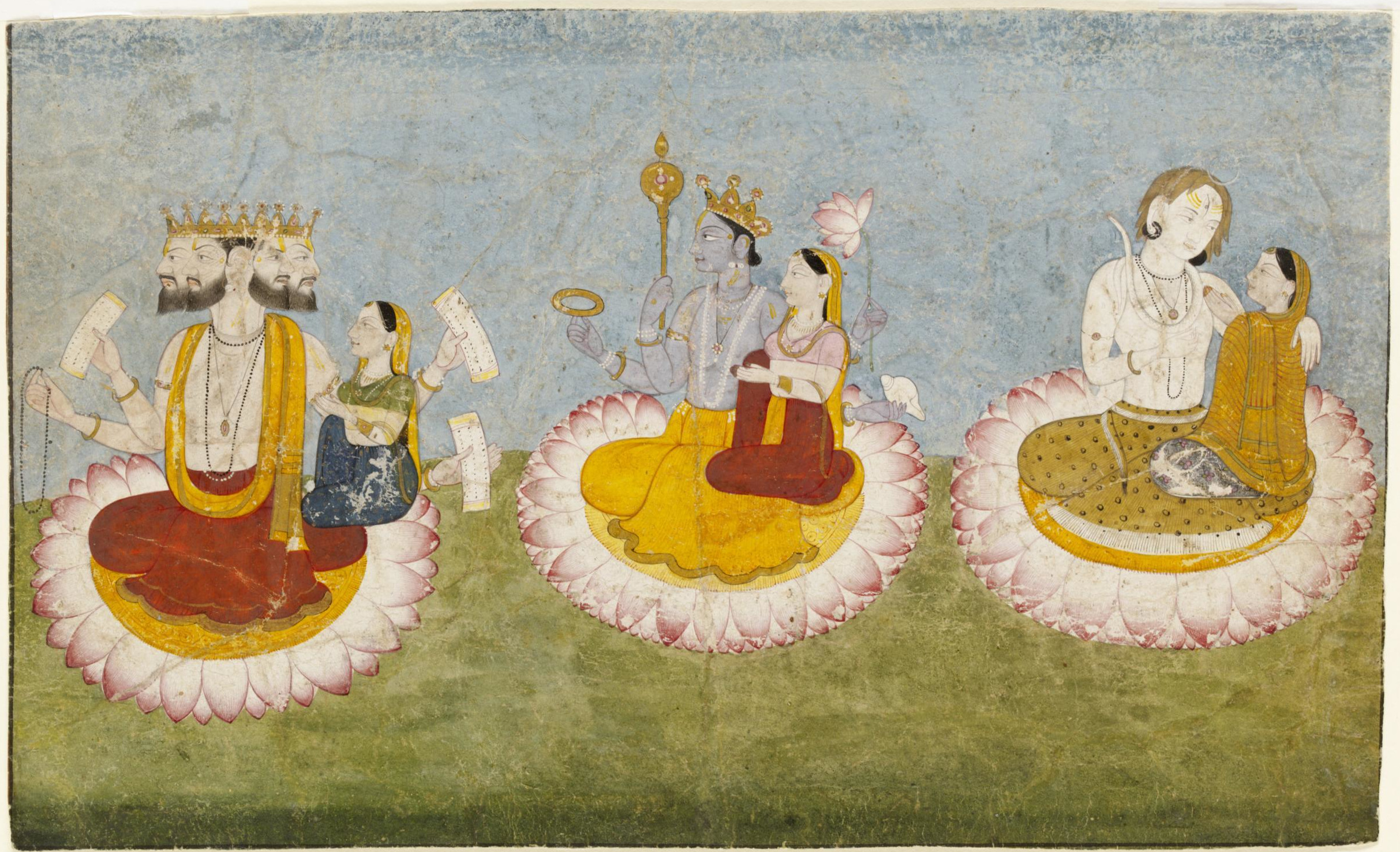
Brahma, Vishnu şi Shiva aşezaţi pe lotuşi împreună cu consoartele lor, ca1770

## Trimurti astăzi

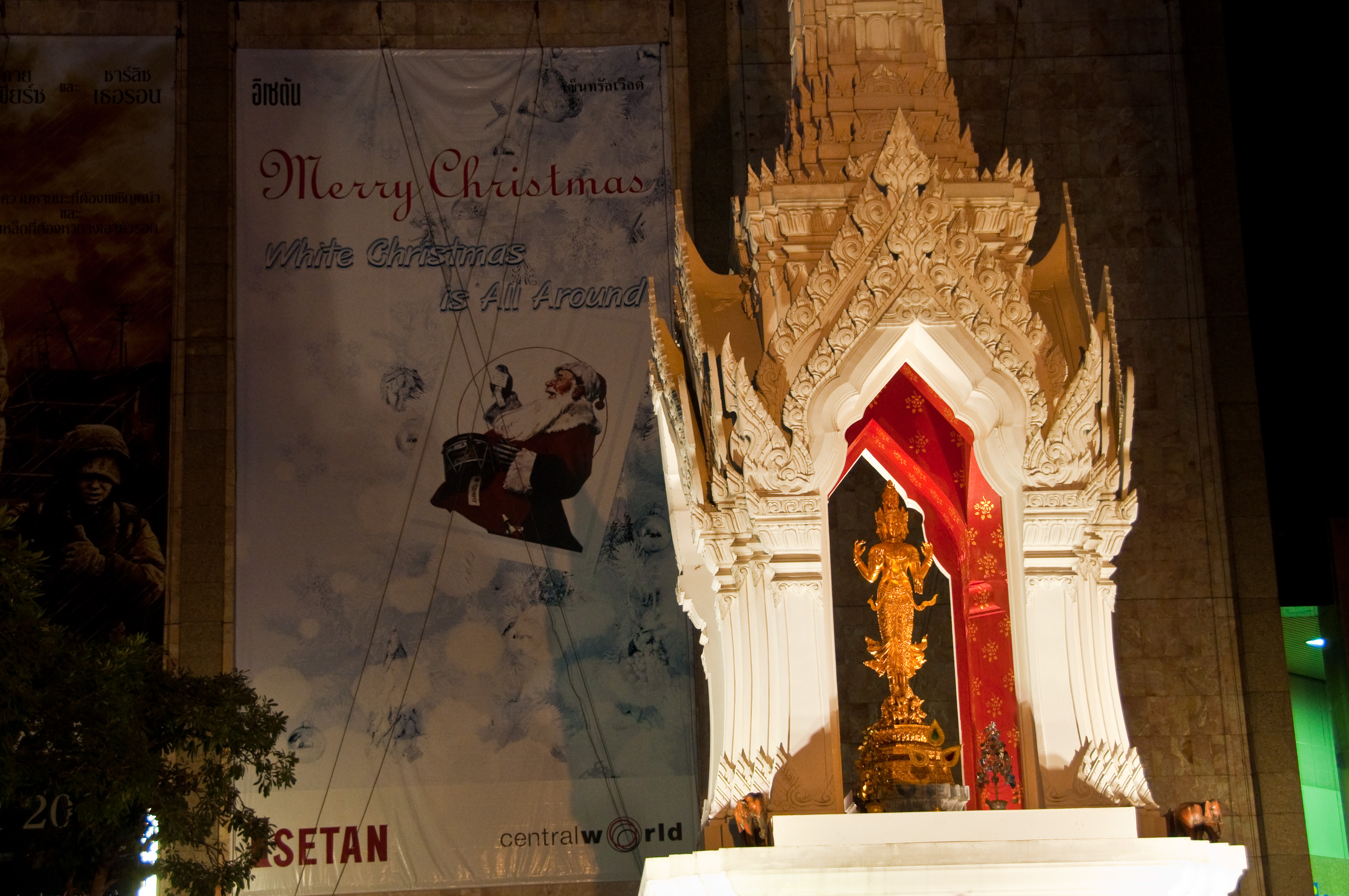
Sanctuar Trimurti ridicat în 1989 în centrul Bangkokului

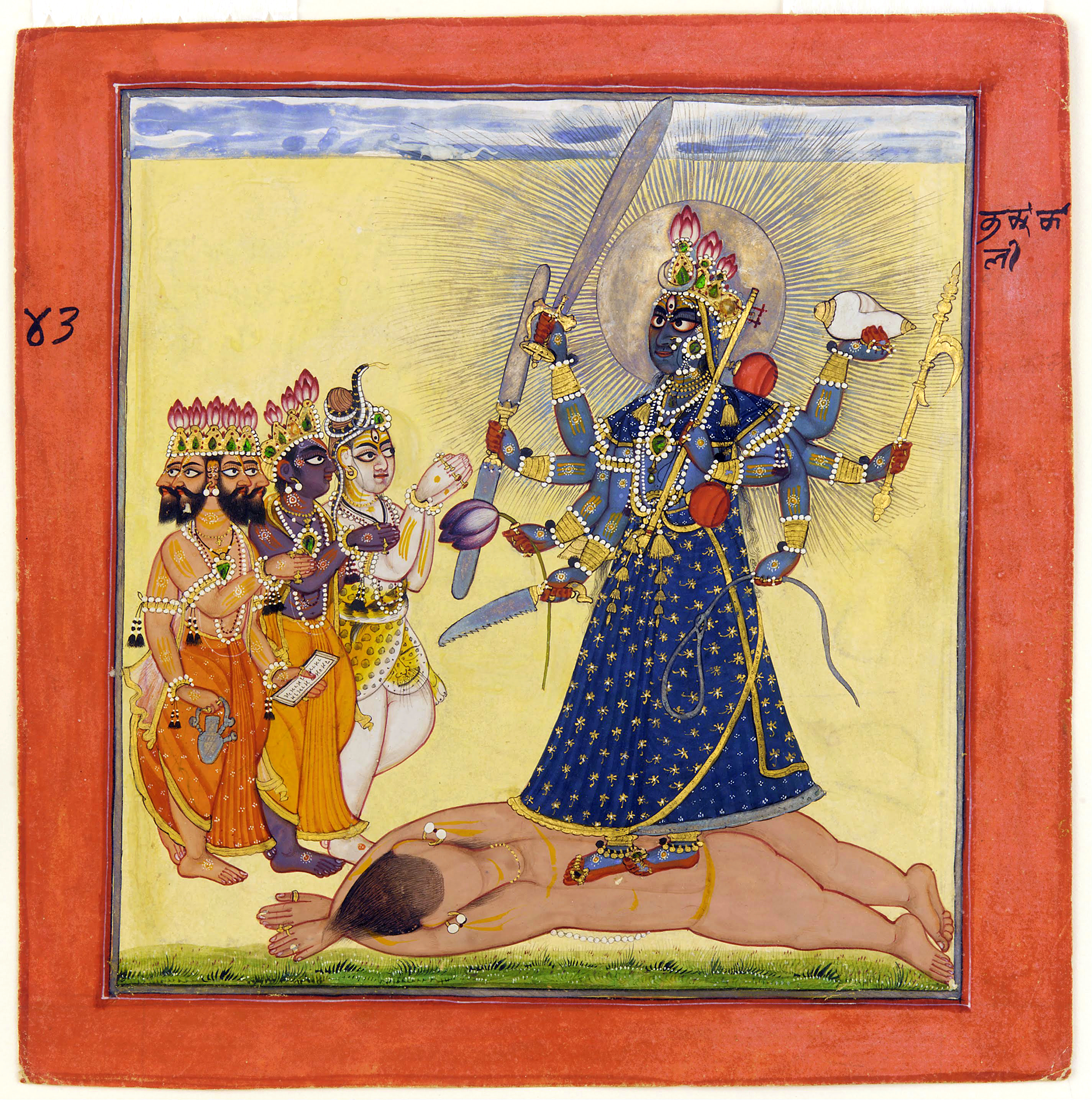
Viziunea Shakta asupra Trimurti - cei trei zei în fața Mamei divine Kali